# Thomas Middleditch
Thomas Middleditch (Nelson, 10 marzo 1982) è un attore e comico canadese.

## Biografia
Ha esordito recitando ruoli di poco rilievo in diverse pellicole come The Rebound - Ricomincio dall'amore, I poliziotti di riserva, Being Flynn e The Wolf of Wall Street. Nel 2012 diventa un membro del cast del film di Jay Roach Candidato a sorpresa; inoltre, sempre nello stesso anno, recita al fianco di Michael Angarano in Botte di fortuna e viene scelto per il ruolo di protagonista della serie HBO Silicon Valley, in cui interpreta il ruolo del giovane e talentuoso ingegnere informatico Richard Hendricks, per cui riceve due nominations ai Critics' Choice Television Award , una ai Primetime Emmy Awards e cinque ai Satellite Awards come Miglior Attore in una Serie Commedia, riuscendo a vincere quest'ultimo per la stagione finale della serie, andata in onda nell'autunno del 2019. Nel 2014 è uno dei protagonisti, a fianco di Malin Åkerman, del film The Final Girls, mentre nel 2015 prende parte al film The Bronze - Sono la numero 1. Nel 2017 recita insieme a Bruce Willis in C'era una volta a Los Angeles, mentre l'anno successivo prende parte, al film Prendimi!. Nel 2019 interpreta Sam Coleman nel film Godzilla II - King of the Monsters, al fianco di Kyle Chandler e Vera Farmiga, e Flagstaff, l'alter-ego del personaggio interpretato da Jesse Eisenberg, in Zombieland - Doppio colpo.
Nel 2020 esordisce su Netflix nel primo spettacolo di improvvisazione prodotto dall'emittente, Middleditch and Schwartz, con il suo partner comico di lunga data  Ben Schwartz; lo spettacolo, diviso in tre parti da un'ora, è stato registrato al New York University's Skirball Center for the Performing Arts, tappa del tour del duo comico.
Nello stesso anno debutta sulla piattaforma di streaming Hulu con la sitcom animata Solar Opposites, creata da Justin Roiland e Mike McMahan, prestando la voce all'alieno Terry..

## Vita privata
Dal 2012 al 2020 ha avuto una relazione con Mollie Gates; i due si sono sposati il 22 agosto 2015 e si sono separati nel 2020.

## Filmografia

### Attore

#### Cinema
- The Rebound - Ricomincio dall'amore (The Rebound), regia di Bart Freundlich (2009)
- Splinterheads, regia di Brant Sersen (2009)
- I poliziotti di riserva (The Other Guys), regia di Adam McKay (2010)
- Certainty, regia di Peter Askin (2011)
- Being Flynn, regia di Paul Weitz (2012)
- Candidato a sorpresa (The Campaign), regia di Jay Roach (2012)
- Botte di fortuna (The Brass Teapot), regia di Ramaa Mosley (2012)
- Fun Size, regia di Josh Schwartz (2012)
- The Kings of Summer, regia di Jordan Vogt-Roberts (2013)
- The Wolf of Wall Street, regia di Martin Scorsese (2013)
- Someone Marry Barry, regia di Rob Pearlstein (2014)
- Search Party, regia di Scot Armstrong (2014)
- The Bronze - Sono la numero 1 (The Bronze), regia di Bryan Buckley (2015)
- The Final Girls, regia di Todd Strauss-Schulson (2015)
- Going Under, regia di Mark Cullen e Robb Cullen (2016)
- Un weekend al limite (Joshy), regia di Jeff Baena (2016)
- Entanglement, regia di Jason James (2017)
- C'era una volta a Los Angeles (Once Upon a Time in Venice), regia di Mark Cullen e Robb Cullen (2017)
- Prendimi! (Tag), regia di Jeff Tomsic (2018)
- Replicas, regia di Jeffrey Nachmanoff (2018)
- Godzilla II - King of the Monsters (Godzilla: King of the Monsters), regia di Michael Dougherty (2019)
- Zombieland - Doppio colpo (Zombieland: Double Tap), regia di Ruben Fleischer (2019)
- Il processo ai Chicago 7 (The Trial of the Chicago 7), regia di Aaron Sorkin (2020)

#### Televisione
- Hitched - film TV, regia di Rob Greenberg (2010)
- The League - serie TV, episodio 3x10 (2011)
- Fact Checkers Unit - serie TV, episodio 2x3 (2011)
- Matumbo Goldberg - serie TV, 5 episodi (2011)
- Newsreaders - serie TV, episodio 1x1 (2013)
- The Office - serie TV, episodio 9x17 (2013)
- Key & Peele - serie TV, episodio 3x1 (2013)
- The Funtime Gang - film TV, regia di Neil Mahoney (2013)
- Tre mogli per un papà (Trophy Wife) - serie TV, episodio 1x8 (2013)
- You're the Worst - serie TV, episodio 1x5 (2014)
- Silicon Valley - serie TV, 53 episodi (2014-2019)
- Scheer-RL - miniserie TV, episodio 1x1 (2015)
- Comedy Bang! Bang! - serie TV, episodio 4x31, 6×30,6×51  (2015-2020)
- Drunk History - serie TV, episodi 3x3 e 4x1 (2015-2016)
- Great Minds with Dan Harmon - serie TV, episodio 1x5 (2016)
- B Positive - serie TV, 34 episodi (2020-2022)
- The Good Fight - serie TV, episodio 6x08 (2022)

#### Web
- Memoirs of a Manchild - web-serie, 3 episodi (2009)
- Upright Citizens Brigade- web serie, 1 episodio (2010)
- The Back Room - web-serie, 1 episodio (2010)
- CollegeHumor - web-serie, 20 episodi (2010-2013)
- Funny or Die - web-serie, 1 episodio (2011)
- Matumbo Goldberg - web-serie, 5 episodi (2011)
- Jake and Amir - web-serie, 6 episodi (2011-2015)
- The Funtime Gang - web-serie, 1 episodio (2013)
- The Morning After - web-serie, 1 episodio (2013)
- Sunspring - cortometraggio, regia di Oscar Sharp (2016)

### Doppiatore
- Robotomy - serie animata (2010)
- Ugly Americans - serie animata (2011)
- Beavis and Butt-head - serie animata (2011)
- Bravest Warriors - serie animata (2012)
- Penn Zero: Part-Time Hero - serie animata (2014-2017)
- TripTank - serie animata (2016)
- Kong: Skull Island, regia di Jordan Vogt-Roberts (2017)
- Capitan Mutanda - Il film (Captain Underpants: The First Epic Movie), regia di David Soren (2017)
- Red Carpet Report - serie animata (2017)
- Rick and Morty - serie animata (2017)
- Henchmen, regia di Adam Wood (2018)
- Bob's Burgers - serie animata (2018)
- Solar Opposites - serie animata (2020)
- DC League of Super-Pets, regia di Jared Stern (2022)

## Doppiatori italiani
Nelle versioni in italiano dei suoi film, Thomas Middleditch è stato doppiato da:
- Nanni Baldini in Silicon Valley, The Final Girls, C'era una volta a Los Angeles
- Alessandro Capra in The Bronze - Sono la numero 1
- Fabrizio Vidale in Candidato a sorpresa
- Davide Perino in Un weekend al limite
- Paolo De Santis in Botte di fortuna
- Daniele Raffaeli in Prendimi!
- Patrizio Cigliano in Replicas
- Mirko Cannella in Godzilla II - King of the Monsters
- Emanuele Ruzza in Zombieland - Doppio colpo

Da doppiatore è sostituito da:
- Paolo De Santis in Capitan Mutanda - Il film
- Nanni Baldini in Solar Opposites
- Gabriele Patriarca in DC League of Super-Pets